# Augustus tempel, Rom
Augustus tempel (latin: Templum Divi Augusti), även benämnt Templum Novum, Αὐγουστεῖον och ἡρῷον, var ett tempel mellan Palatinen och Capitolium på Forum Romanum i antikens Rom. Det uppfördes åt den gudaförklarade Augustus av Tiberius och fullbordades och invigdes år 37 e.Kr. av Caligula.
I samband med invigningen i slutet av augusti år 37 anordnades olika festiviteter, bland annat hästkapplöpningar. Caligula hade en särskild intention med att förlägga invigningen till just denna tid. Augustus hade avlidit i augusti år 14 och månaden var uppkallad efter honom; därutöver firade Caligula sin födelsedag den 31 augusti. Claudius lät i templet ställa upp statyer föreställande Augustus och Livia. Templet var hexastylt med joniska kolonner.
Templet förstördes i en eldsvåda omkring år 79 e.Kr. Domitianus lät återuppbygga templet och tillfogade ett altare invigt åt Minerva. En restaurering företogs av Antoninus Pius, som lät bygga om Augustustemplet till ett octastylt tempel med korintiska kolonner. Pedimentet hade en relief med Augustus och kröntes av en quadriga.
Ruinerna efter Augustus tempel är belägna mellan Vicus Tuscus och Santa Maria Antiqua.

## Bilder
| - Mynt från Caligulas kejsartid. Det antas avbilda Augustus tempel. Framför templet pågår ett offer. |